# La voce del padrone (álbum)
La voce del padrone es un álbum de música del cantante italiano Franco Battiato, publicado en 1981 por EMI Italia.
Considerado como una de las publicaciones más importantes de la música italiana, así como uno de los mejores títulos de Battiato, La voce del padrone fue el primer álbum de larga duración que superó el millón de copias vendidas en Italia y llevó definitivamente al artista siciliano a la fama, siendo su mayor éxito. El álbum permaneció en la cima de las listas de éxitos durante dieciocho semanas no consecutivas entre mayo y octubre de 1982. El título del álbum es una referencia al sello discográfico homónimo, filial de la británica His Master's Voice.
Para difundir el álbum tanto en Italia como en el extranjero, se editaron seis sencillos: uno para el mercado italiano, dos para el mercado francés, dos para el mercado español y, finalmente, uno para el mercado alemán. En Francia, el sencillo Centro di gravità permanente vendió 60000 copias.
También se hizo La voz de su amo, una versión idéntica a la original pero destinada únicamente al mercado ibérico y con los títulos de los diferentes temas traducidos al castellano.

## Canciones

### Versión italiana
- Summer On a Solitary Beach – 4:48
- Bandiera bianca – 5:19
- Gli uccelli – 4:43
- Cuccurucucù – 4:10
- Segnali di vita – 3:39
- Centro di gravità permanente – 3:58
- Sentimiento nuevo – 4:16

### Versión española (La voz de su amo)
- Verano en una playa solitaria – 4:48
- Bandera blanca – 5:19
- Los pájaros – 4:43
- Cuccurucucù – 4:10
- Señales de vida – 3:39
- Centro de gravedad permanente – 3:58
- El sentimiento nuevo – 4:16